# Socket 3

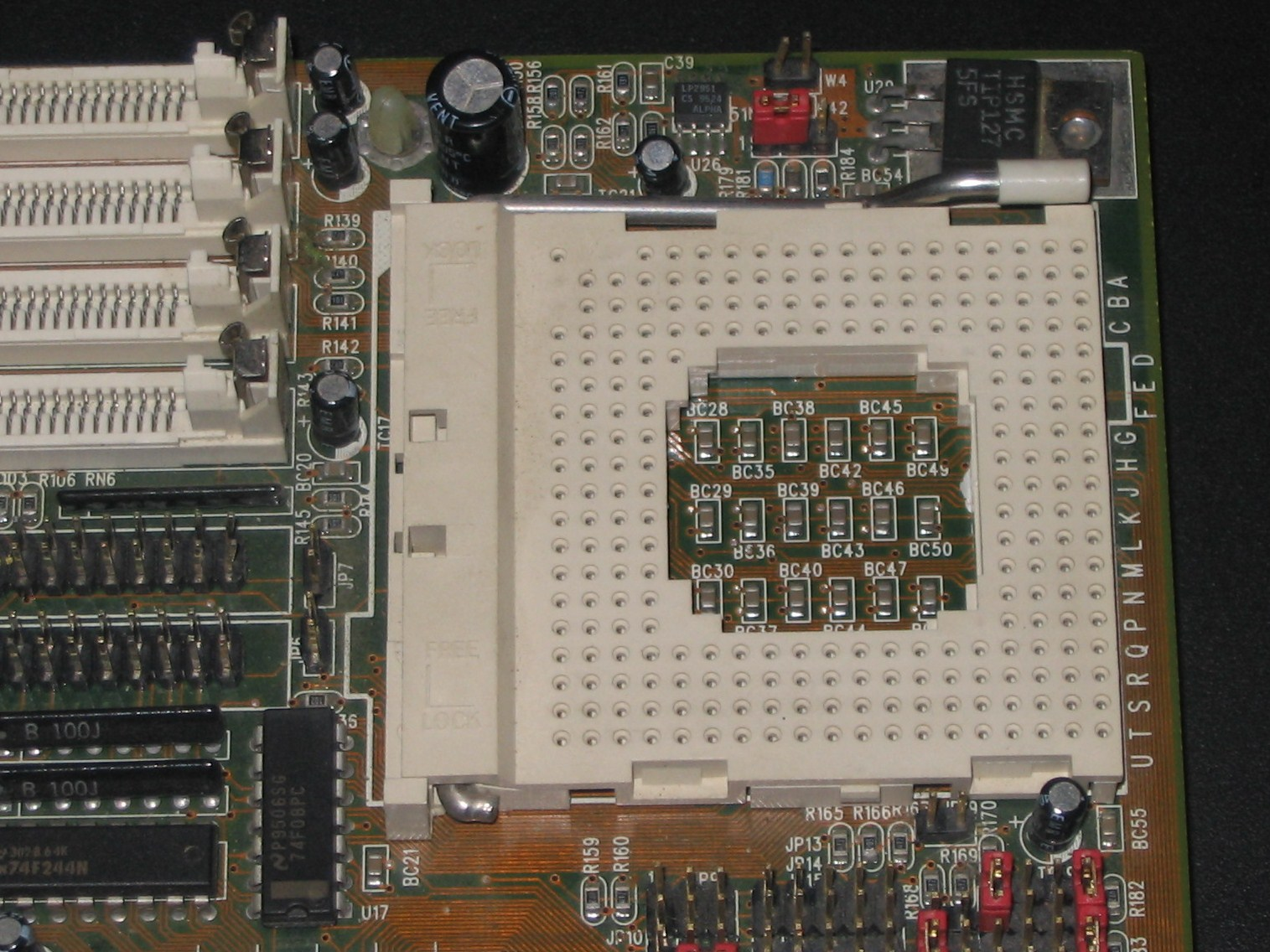
Socket 3

O Socket 3 da Intel foi um tipo de sockets para microprocessadores x86. Foi comumente encontrado como socket secundário projetado para coprocessadores matemáticos, como o 487. O Socket 3 é resultado da criação de microprocessadores de baixa voltagem da Intel. Por ser um upgrade do Socket 2, a pinagem foi remodelada, omitindo um pino, sendo que processadores de 3V não podem ser plugados no socket de 5V anterior.
O Socket 3 contém 237 pinos ZIF PGA (19x19), trabalha de 25 a 50 MHz, 3.3V ou 5V, apropriado para os seguintes processadores:
- 486DX;
- 486SX;
- 486DX2;
- 486DX4;
- AMD 5x86;
- Cyrix 5x86;
- Pentium OverDrive 63;
- Pentium OverDrive 83.